# 2 de 9 amb folre i manilles
|  | «2 de 9» redirigeix aquí. Vegeu-ne altres significats a «2 de 9 amb folre». |

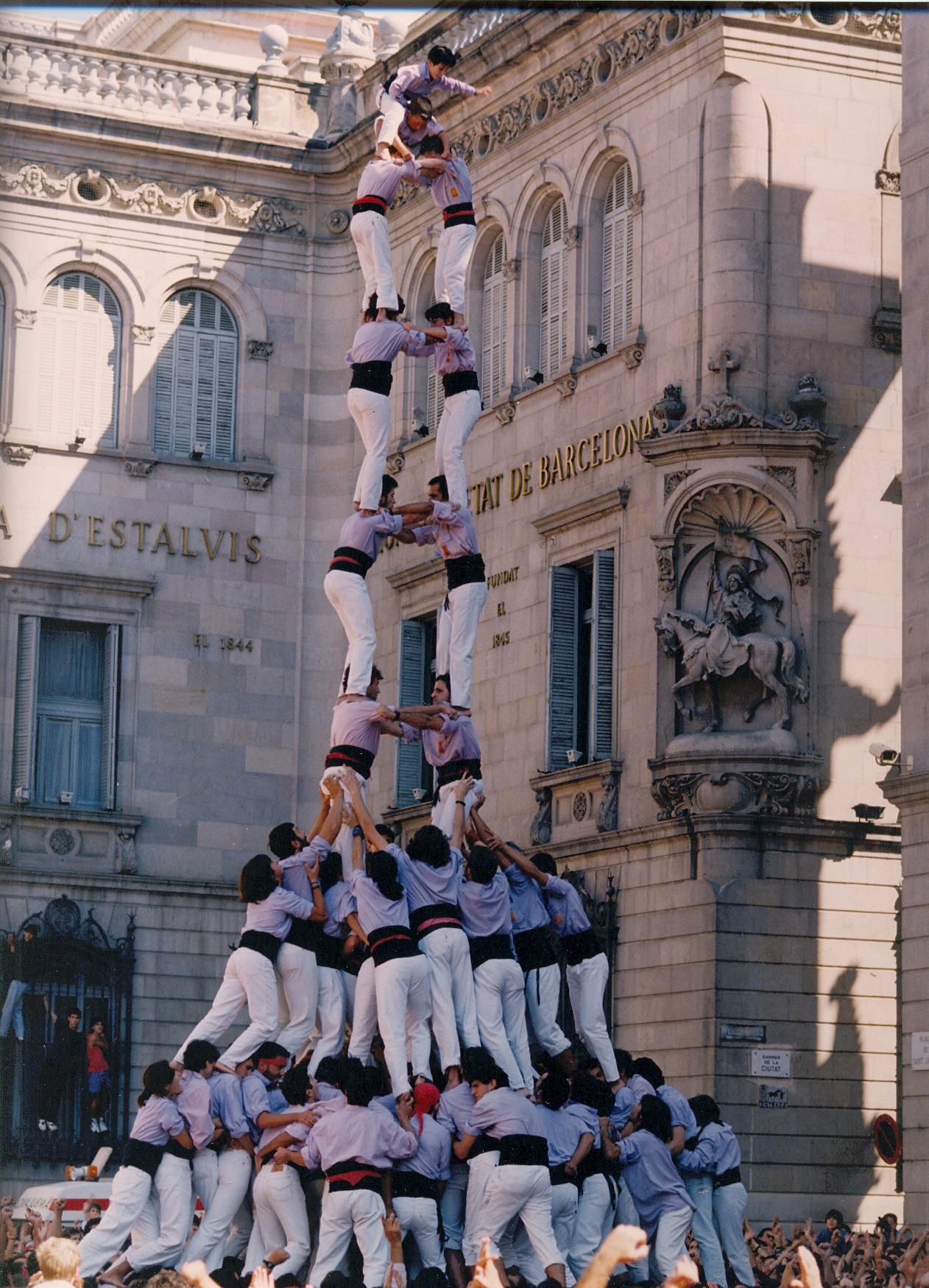
2 de 9 amb folre i manilles carregat pels Minyons de Terrassa. (1994)

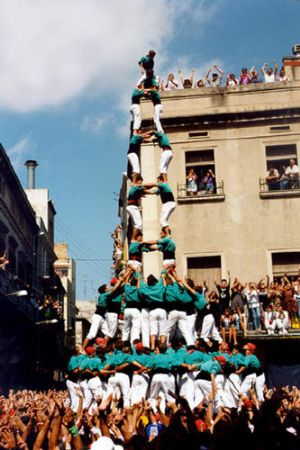
Primer 2 de 9 amb folre i manilles descarregat pels Castellers de Vilafranca. (1995)

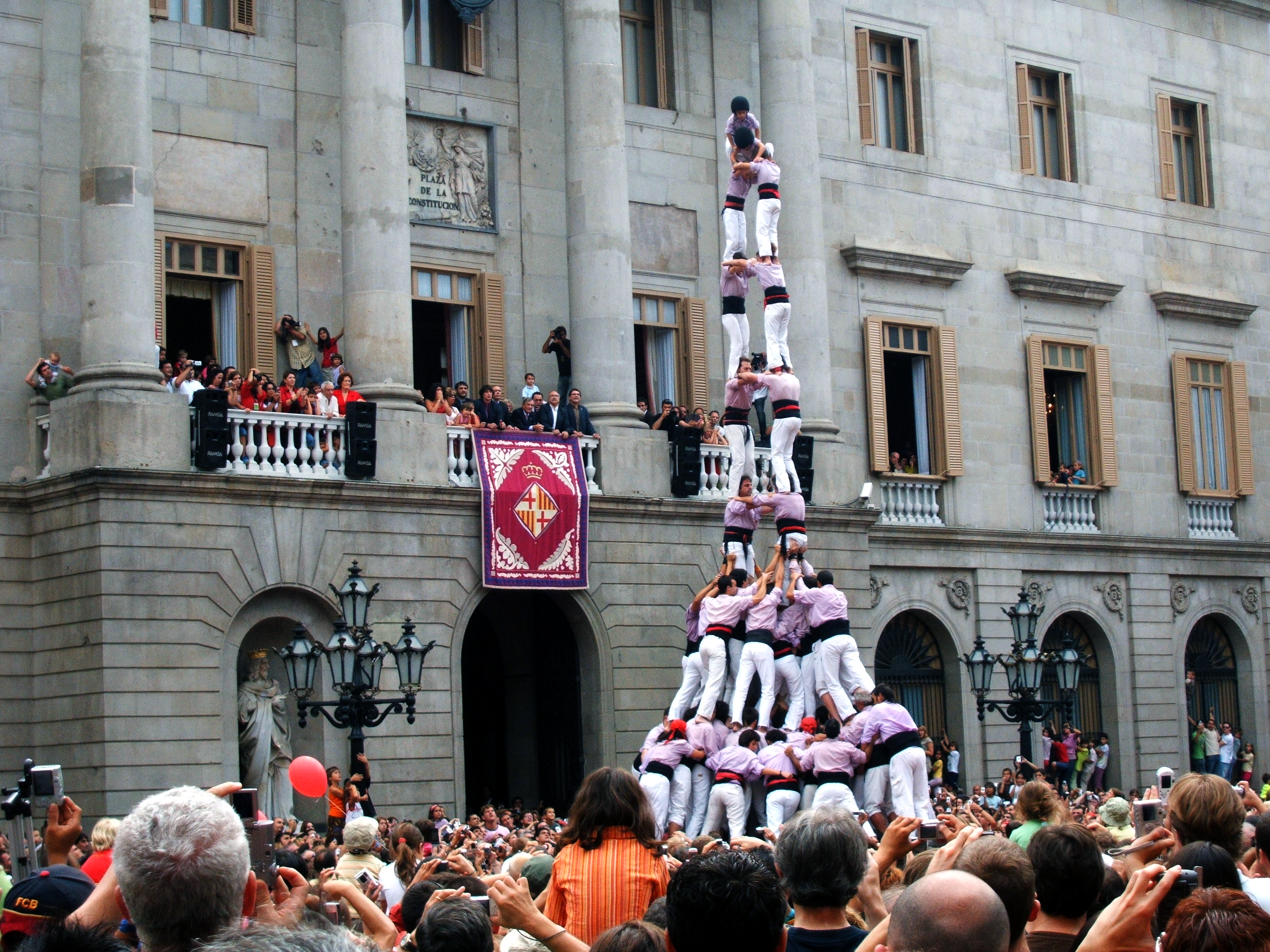
2 de 9 amb folre i manilles dels Minyons de Terrassa fet en la diada de la Mercè a Barcelona. (2006)

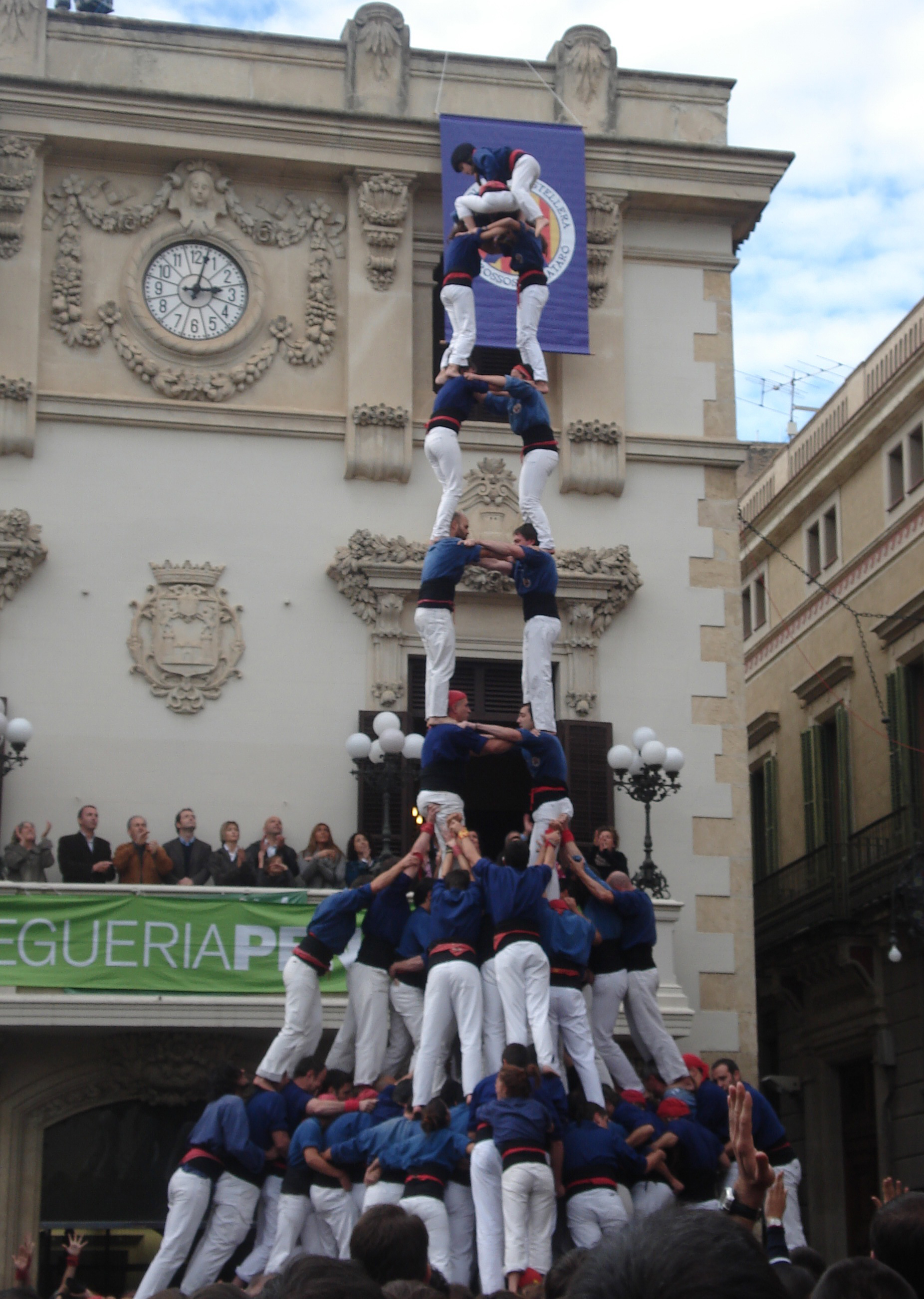
Primer 2 de 9 amb folre i manilles dels Capgrossos de Mataró, descarregat a la diada de Tots Sants 2010 a Vilafranca del Penedès.

El 2 de 9 amb folre i manilles o torre de 9 amb folre i manilles, anomenat també simplement 2 de 9 o torre de 9, és un castell de gamma extra de 9 pisos d'alçada amb dues persones per pis, reforçat amb dues estructures suplementàries: el folre al pis de segons i les manilles al pis de terços. Aquesta circumstància implica que l'estructura del tronc resulti més vulnerable i depengui en major mesura respecte d'altres castells de la solidesa que presenti la pinya, i sumant-hi la fragilitat que presenta ja de per sí l'estructura del dos, són factors que compliquen de manera considerable la seva defensa.
Tot i la manca de precedents al segle xix, aquesta construcció tant jove ha resultat ser històricament molt rellevant per a l'era castellera recent: Ha sigut la primera estructura de gamma extra aconseguida durant la contemporaneïtat castellera, ha resultat una peça clau per consolidar l'univers de les construccions amb manilles i ha acostumat a ser el primer castell presentat per les colles per tal d'accedir a la categoria de gamma extra.

## Història

### La cursa per coronar el primer gamma extra delseglexx
No es té constància que aquest castell s'hagués intentat durant la primera època daurada dels castells, al segle xix, quedant reservat llavors l'univers de les manilles només a les escasses proves de pd8fm que es van arribar a realitzar. Ara bé, a partir dels anys 80 del segle xx es va entrar en una potent revifalla del Món Casteller, i rere la recuperació de la gamma alta de vuit es van començar a fer proves de castells bàsics de nou, però també de gamma extra. Començava així una cursa entre les grans agrupacions del moment per veure quina seria la que reconqueriria aquest tipus de construccions superiors, però encara calia veure si era realment possible, i quina seria la primera estructura que encendria l'espurna de la gamma extra durant la modernitat castellera. Primer de tot es van fer proves amb les estructures sense folre, sent-ne la Colla Joves Xiquets de Valls la pionera al dur a plaça el 4 de 9 sense folre durant la temporada 1983, gràcies a la gran confiança que havien adquirit els diables vermells en les seves alineacions de tronc (sobretot a partir de la reconquesta del primer 5 de 8 descarregat al segle, l'any 1981). Aquesta seria doncs la primera prova de gamma extra del segle xx, però acabaria en fracàs, fent veure llavors que l'univers les construccions superiors encara no era plenament a l'abast de les colles del moment. Ara bé, aquesta iniciativa va emprendre l'inici d'una pujança de proves serioses entre les colles grans per veure quina era la construcció de gamma extra més potent i assolible, i d'aquest conglomerat de proves es va apreciar que el 2 de 9 amb folre i manilles era l'opció més lògica.
La primera colla que va intentar aquest castell van ser els Castellers de Vilafranca l'1 de novembre del 1989, durant la Diada de Tots Sants de Vilafranca del Penedès. Va ser a partir d'aquesta prova que es va potenciar l'estudi de les manilles, començant a provar-se diversos tipus d'encaix de la pinya d'aquesta gran torre. No obstant, al no veure's progressos significatius durant diverses temporades, van sorgir múltiples veus entre alguns sectors del Món Casteller al·legant que aquest castell era simplement impossible. Però rere alguns anys de fracassos, finalment la colla que el va carregar per primera vegada a la història van ser els Minyons de Terrassa el 21 de novembre de 1993 en la XV Diada dels Minyons de Terrassa, després de diversos intents infructuosos consecutivament dels Castellers de Vilafranca. Aquest gran èxit dels terrasencs va trencar esquemes, i s'inaugurava així de mode fulminant l'Edat de Platí.

### El duel vallenc per descarregar del primer gamma extra del segle durant l'èpica temporada 1994
Els Minyons de Terrassa havien demostrat clarament que l'univers de la gamma extra no resultava pas un mite del segle xix, i que el Món Casteller encara hauria de contemplar més meravelles. Així doncs, la temporada 1994 semblava que havia de ser èpica, i no va decebre pas; el 24 de setembre, ja durant la diada barcelonina de la Mercè, els terrassencs van tornar a repetir la gesta que havien aconseguit l'any anterior. No obstant, quedava encara un repte encara major; veure si era possible descarregar aquest colós emmanillat. I a Valls això es va veure com un autèntic repte pendent, tot per tal d'aconseguir descarregar el primer gamma extra del segle i seguir al capdavant del Món Casteller.
Les dues colles vallenques ràpidament van començar una cursa per intentar completar del tot el 2 de 9 amb folre i manilles, encara que els sectors més conservadors dels castells ho veien com una fita inassolible. Moltes veus de l'àrea tradicional creien que l'èxit marcat l'any 1993 havia sigut mera sort, però aquella torre emmanillada que es va veure novament per les festes de la Mercè de 1994 va demostrar que no hava resultat pas pura xamba, i que la lluita per descarregar-la estava més viva que mai. El primer cop que les colles de Valls van dur a plaça el 2 de 9 amb folre i manilles va ser durant el XV Concurs de Castells de Tarragona: Aquell 2 d'octubre de 1994 la colla Vella havia descarregat una tripleta màgica, i en quarta ronda la Joves (que també havia fet una tripleta, però deixant carregat el 4 de 9 amb folre) va seguir pressionant per provar d'endur-se la primera plaça. La Vella va deixar en intent la seva torre, i la Joves va deixar la seva en intent desmuntat. Per a la Colla Joves Xiquets de Valls aquest fracàs li va costar el concurs, trencant-se d'aquesta manera la seva ratxa de tres victòries consecutives a la Plaça de Toros de Tarragona. Semblava doncs que quedava molta feina per fer, i que descarregar el 2 de 9 amb folre i manilles havia sigut només un miratge somiat per les agrupacions vallenques.s
Però pocs dies més tard va tornar a encendre's l'optimisme: Per la Diada de Santa Teresa de 1994 la Colla Joves Xiquets de Valls va anunciar que duria el 2 de 9 amb folre i manilles a la Plaça Vella. Rere el fracàs del concurs respecte a la torre, la colla va esforçar-se en provar de conquerir aquest gegant, i les proves d'assaig semblaven ser molt prometedores (més que les fetes durant el mes de setembre). El 16 d'octubre de 1994 la Joves finalment aconseguia fer un pas endavant al carregar la torre emmanillada. D'aquesta manera es posicionava com la segona colla de gamma extra del segle, resultava ser la primera agrupació vallenca d'aquesta categoria al segle xx i feia del Vendrell la tercera plaça que veia una construcció d'aquest tipus (després de Terrassa i Barcelona) a l'era castellera moderna. I encara més important, es va poder apreciar a la perfecció que aquest castell era plenament descarregable, perquè va mantindre mides fins a la carregada i va caure quan l'enxaneta ja era sobre les manilles i l'aixecador sortia dels dosos. Aquell dia totes les mirades van quedar encarades cap al següent duel vallenc, on la rivalitat podia fer ressorgir noves proves per acabar la feina respecte a la torre emmanillada; Santa Úrsula.
Començava així la lluita per veure qui seria capaç de realitzar exitosament el primer gamma extra de la modernitat a la Plaça del Blat de Valls, el qual seria sens dubte en forma de 2 de 9 amb folre i manilles, i encarant-se cap a una possible i novedosa descarregada que encara estava pendent d'aconseguir-se. Amb tal duel, el primer factor necessari era veure qui començava la primera ronda de la diada, i aquell dia la sort va somriure a la Colla Vella: El 23 d'octubre de 1994 la Colla Vella dels Xiquets de Valls va aconseguir descarregar-lo per primera vegada a la història, en una actuació que també fou la primera en què una colla descarregava tres castells de nou pisos en una mateixa actuació. De mentres, a l'altra banda de plaça la Colla Joves va aconseguir tornar a carregar la torre, repetint la gran actuació oferta al Vendrell, però sent llavors la segona colla en dur la gamma extra a la Plaça del Blat. Així doncs, s'havia descarregat el primer gamma extra de la modernitat, i s'incrementava l'escalada de nivell del Món Casteller, obrint les portes a una era castellera de gran experimentació i pujança.

### El gradual ascens del 2d9fm rere 1994
Al descarregar-se aquella torre emmanillada del 1994 es va iniciar un nou i innovador horitzó en la mentalitat castellera, i l'estructura ràpidament va començar a prosperar entre les files de les grans agrupacions del moment en ser un repte pendent. Els Castellers de Vilafranca aconseguirien carregar i descarregar la torre després d'anys d'esforços durant la Diada de Sant Fèlix de 1995, consolidant les bases de la colla per aspirar a conquerir noves construccions com el pilar emmanillat. Els Minyons de Terrassa van completar la feina pendent a la seva diada, durant la temporada 1996, adquirint així una solidesa que els catapultaria cap a un nou nivell que veuria una gran pujança durant la segona meitat dels anys 90. I en el cas de la Colla Joves Xiquets de Valls, l'agrupació va ser capaç de descarregar la torre per primera vegada al seu historial al Vendrell, durant la Santa Teresa de l'any 2000, completant un cercle que havien començat en aquella mateixa plaça el 1994. A partir d'aquí, junt amb la Colla Vella, aquestes quatre colles anirien consolidant gradualment l'execució del 2 de 9 amb folre i manilles, i en mantindrien el monopoli fins a entrar a la segona dècada del segle xxi.
L'1 de novembre del 2010, durant la tercera ronda de la diada de Tots Sants celebrada a la Plaça de la Vila de Vilafranca del Penedès, els Capgrossos de Mataró van aconseguir descarregar el 2 de 9 amb folre i manilles per primera vegada al tercer intent del seu currículum, esdevenint així la cinquena colla que el descarregava a la història castellera. El primer intent d'aquest castell el van fer el 25 de juliol del 2010 a la Plaça de Santa Anna de Mataró, durant la Diada de les Santes, en el qual el castell va cedir amb els sisens col·locats, i el segon fou durant el XXIII Concurs de castells de Tarragona, celebrat a la Tarraco Arena Plaça el 3 d'octubre del 2010, intent en què el castell també feu llenya uns segons després de col·locar-se el pis de sisens.
L'any 2014 el va suposar un punt de transició en matèria del 2 de 9 amb folre i manilles, car aquella temporada tres colles que mai li havien fet l'aleta el van completar per primer cop. A la diada tarragonina de Sant Magí es va veure el primer intent dels Xiquets de Tarragona, el qual va acabar sent el seu primer descarregat, i el tornarien a carregar novament més tard (per les festes de Santa Tecla). La Colla Jove dels Xiquets de Tarragona el va carregar per primera vegada al seu historial durant la diada del Primer Diumenge de Festes de Santa Tecla, continuant d'aquesta manera la seva relació amb els castells emmanillats. Finalment, els Castellers de Sants també el van descarregar a la seva diada, el 19 d'octubre, culminant un any que resultava històric per a la torre emmanillada.
El 2017, a la diada de Festa Major al Catllar, la Colla Jove Xiquets de Tarragona va poder descarregar el primer 2 de 9 amb folre i manilles de la seva història, en la que fins al moment és la millor diada de la població, i gairebé tres anys després de carregar la primera torre emmanillada a Tarragona. Era la vuitena colla en fer-ho, completant una construcció de gamma extra que històricament els havia resultat summament complexa i ampliant el ventall constructiu de l'agrupació tarragonina.

## Colles

### Assolit
Actualment hi ha 8 colles castelleres que han aconseguit carregar el 2 de 9 amb folre i manilles. La taula següent mostra la data, diada i plaça en què les colles el carregaren o descarregaren per primera vegada:
| Núm. | Colla                             | Carregat         | Diada                               | Plaça                                     | Descarregat      | Diada                                | Plaça                                    |
| ---- | --------------------------------- | ---------------- | ----------------------------------- | ----------------------------------------- | ---------------- | ------------------------------------ | ---------------------------------------- |
| 1    | Minyons de Terrassa               | 21 novembre 1993 | XV Diada dels Minyons de Terrassa   | Raval de Montserrat, Terrassa             | 24 novembre 1996 | XVIII Diada dels Minyons de Terrassa | Raval de Montserrat, Terrassa            |
| 2    | Colla Joves Xiquets de Valls      | 16 octubre 1994  | Diada de Santa Teresa               | Plaça Vella, El Vendrell                  | 15 octubre 2000  | Diada de Santa Teresa                | Plaça Vella, El Vendrell                 |
| 3    | Colla Vella dels Xiquets de Valls | 23 octubre 1994  | Diada de Santa Úrsula               | Plaça del Blat, Valls                     | 23 octubre 1994  | Diada de Santa Úrsula                | Plaça del Blat, Valls                    |
| 4    | Castellers de Vilafranca          | 30 agost 1995    | Diada de Sant Fèlix                 | Plaça de la Vila , Vilafranca del Penedès | 30 agost 1995    | Diada de Sant Fèlix                  | Plaça de la Vila, Vilafranca del Penedès |
| 5    | Capgrossos de Mataró              | 1 novembre 2010  | Diada de Tots Sants                 | Plaça de la Vila , Vilafranca del Penedès | 1 novembre 2010  | Diada de Tots Sants                  | Plaça de la Vila, Vilafranca del Penedès |
| 6    | Xiquets de Tarragona              | 19 agost 2014    | Diada de Sant Magí                  | Plaça de les Cols, Tarragona              | 19 agost 2014    | Diada de Sant Magí                   | Plaça de les Cols, Tarragona             |
| 7    | Colla Jove Xiquets de Tarragona   | 14 setembre 2014 | Diada del primer diumenge de festes | Plaça de la Font, Tarragona               | 26 agost 2017    | Diada de Festa Major al Catllar      | Plaça de la Vila, El Catllar             |
| 8    | Castellers de Sants               | 19 octubre 2014  | 22a Diada dels Castellers de Sants  | Plaça de Bonet i Muixí, Barcelona         | 19 octubre 2014  | 22a Diada dels Castellers de Sants   | Plaça de Bonet i Muixí, Barcelona        |

## Estadística
| Resultat              |
| --------------------- |
| Descarregat (D)       |
| Carregat (C)          |
| Intent (I)            |
| Intent desmuntat (ID) |

Actualitzat el 31 de desembre de 2024

### Nombre de vegades
Des del primer intent el 1989 fins a l'actualitat s'han fet més de quatre-centes temptatives d'aquest castell. La colla que més vegades l'ha assolit són els Castellers de Vilafranca, seguida dels Minyons de Terrassa i la Colla Vella dels Xiquets de Valls.
| Núm.        | Colla                             | Resultats globals | Resultats globals | Resultats globals | Resultats globals | Total | Resultats parcials | Resultats parcials | Resultats parcials |
| Núm.        | Colla                             | D                 | C                 | I                 | ID                | Total | Assolit (D+C)      | No assolit (I+ID)  | Caigudes (C+I)     |
| ----------- | --------------------------------- | ----------------- | ----------------- | ----------------- | ----------------- | ----- | ------------------ | ------------------ | ------------------ |
| 1           | Castellers de Vilafranca          | 130               | 11                | 25                | 9                 | 175   | 141                | 34                 | 36                 |
| 2           | Minyons de Terrassa               | 70                | 23                | 7                 | 1                 | 101   | 93                 | 8                  | 30                 |
| 3           | Colla Vella dels Xiquets de Valls | 20                | 11                | 11                | 3                 | 45    | 31                 | 14                 | 22                 |
| 4           | Capgrossos de Mataró              | 17                | 4                 | 4                 | 3                 | 28    | 21                 | 7                  | 8                  |
| 5           | Castellers de Sants               | 12                | 1                 | 3                 | 1                 | 17    | 13                 | 4                  | 4                  |
| 6           | Colla Jove Xiquets de Tarragona   | 10                | 5                 | 1                 | 3                 | 19    | 15                 | 4                  | 6                  |
| 7           | Colla Joves Xiquets de Valls      | 7                 | 7                 | 10                | 8                 | 32    | 14                 | 18                 | 17                 |
| 8           | Xiquets de Tarragona              | 2                 | 4                 | 2                 | 2                 | 10    | 6                  | 4                  | 6                  |
| Total       | Total                             | 268               | 66                | 63                | 30                | 427   | 334                | 93                 | 129                |
| Percentatge | Percentatge                       | 63%               | 15%               | 15%               | 7%                | 100%  | 78,2%              | 21,8%              | 30,2%              |

### Poblacions
Fins a l'actualitat el 2 de 9 amb folre i manilles s'ha intentat a 25 poblacions diferents. D'aquestes vint-i-cinc poblacions, en vint-i-dos s'hi ha descarregat o carregat almenys un 2 de 9 amb folre i manilles, i en tres —a Vic, Manresa i Vila-rodona— no s'hi ha assolit mai. La població on s'ha provat més cops el 2 de 9 amb folre i manilles és, amb diferència, Vilafranca del Penedès.
| Núm.  | Població               | D   | C  | I  | ID | Total |
| ----- | ---------------------- | --- | -- | -- | -- | ----- |
| 1     | Vilafranca del Penedès | 63  | 15 | 19 | 6  | 103   |
| 2     | Barcelona              | 30  | 7  | 4  | 0  | 41    |
| 3     | Tarragona              | 28  | 12 | 13 | 8  | 61    |
| 4     | Terrassa               | 26  | 11 | 4  | 1  | 42    |
| 5     | Mataró                 | 20  | 6  | 8  | 3  | 37    |
| 6     | Valls                  | 13  | 6  | 5  | 6  | 30    |
| 7     | Girona                 | 12  | 1  | 1  | 0  | 14    |
| 8     | La Bisbal del Penedès  | 12  | 1  | 1  | 0  | 14    |
| 9     | El Catllar             | 10  | 2  | 0  | 1  | 13    |
| 10    | Vilanova i la Geltrú   | 10  | 2  | 0  | 0  | 12    |
| 11    | L'Arboç                | 10  | 0  | 1  | 0  | 11    |
| 12    | Reus                   | 10  | 0  | 3  | 1  | 14    |
| 13    | El Vendrell            | 6   | 1  | 0  | 1  | 8     |
| 14    | Sabadell               | 6   | 0  | 0  | 0  | 6     |
| 15    | Altafulla              | 5   | 0  | 0  | 1  | 6     |
| 16    | Sitges                 | 3   | 0  | 1  | 0  | 4     |
| 17    | Sant Quintí de Mediona | 1   | 0  | 0  | 0  | 1     |
| 18    | Granollers             | 1   | 0  | 0  | 0  | 1     |
| 19    | Barberà del Vallès     | 1   | 0  | 0  | 0  | 1     |
| 20    | Sant Cugat del Vallès  | 1   | 0  | 0  | 0  | 1     |
| 21    | Torredembarra          | 0   | 1  | 0  | 0  | 1     |
| 22    | Igualada               | 0   | 1  | 1  | 0  | 2     |
| 23    | Vic                    | 0   | 0  | 1  | 1  | 2     |
| 24    | Vila-rodona            | 0   | 0  | 1  | 0  | 1     |
| 25    | Manresa                | 0   | 0  | 0  | 1  | 1     |
| Total | Total                  | 268 | 66 | 63 | 30 | 427   |